# Otto Alexander Friedrich Schwerdt
Otto Alexander Friedrich Schwerdt (født 7. september 1918 i Eisenberg i Pfalz,Tyskland, død 6. juli 1975, Köln) var en tysk uddannet ekspedient og senere SS-mand i Nazi-Tyskland og det tysk-besatte Danmark.
Otto Schwerdt startede i 1936 sin militære karriere som artillerist og blev i 1938 hjemsendt som underofficer. Han meldte sig til Waffen-SS efter at være genindkaldt i 1939 ved 2. verdenskrigs udbrud. 1943 tilgik han SS-Sonderverband z. b. V. Friedenthal, der lededes af Otto Skorzeny. SS-Untersturmführer Otto Schwerdt var næstkommanderende under Skorzeny ved aktionen 12. september 1943 for befrielsen af Mussolini (på et foto taget på Gran Sasso står Schwerdt ved Mussolini’s venstre skulder, Skorzeny ved højre). For aktionen blev han den 15. september tildelt Deutsches Kreuz in Gold, der overraktes ved en stor ceremoni den 3. oktober 1943 i Berliner Sportpalast.
Fra december 1943 og frem til november 1944 var SS-Hauptsturmführer Otto Schwerdt leder af  den berygtede Peter-gruppen i Danmark, der fik navn efter ham, idet Schwerdt's dæknavn var Peter Schäfer.
Han blev efter befrielsen anholdt i Tyskland og senere udleveret til Danmark, hvor han i første omgang dømtes til døden i Københavns byret. I Østre Landsret blev dommen ændret til 24 års fængsel. Den 1. december 1953 blev han løsladt og udvist af Danmark.